# Carpitanie

Provinces de l'Hispanie wisigothique au VIIe siècle.

Carpitanie (Carpetania en latin) est le nom donné au haut Moyen Âge, par exemple par Grégoire de Tours, au royaume wisigoth de la Manche en Espagne. Cette entité historique faisait partie de ce qu'on a appelé le royaume wisigoth de Tolède, lorsque cette dernière est devenue la capitale de tout le Royaume vers 560, après Toulouse (perdue en 508 devant les Francs de Clovis), puis Narbonne, puis Barcelone [voir notamment la section sur le royaume de Tolède (555-720) ].
Ce territoire correspond aujourd'hui à une partie de la région de Castille-La Manche, dont la capitale est Tolède.